# Movimiento Republicano Popular
El Movimiento Republicano Popular (MRP, en francés: Mouvement Républicain Populaire) fue un partido político francés de la cuarta república. Sus líderes incluyeron a Georges Bidault, Robert Buron, Paul Coste-Floret, Pierre Pflimlin, Robert Schuman y Pierre-Henri Teitgen.
Fundado en 1944 por Bidault, el partido fue inicialmente un actor político importante y participó en la mayoría de los gobiernos de la cuarta república. Sin embargo, a diferencia de sus contrapartidas demócrata-cristianas en Alemania e Italia, el voto por el MRP declinó en las últimas elecciones; el partido se dividió profundamente acerca de la guerra de Argelia, con Bidault apoyando a la Organisation de l'armée secrète (OAS). Durante los años sesenta, el partido apoyó a De Gaulle. El 13 de septiembre de 1967 el MRP deja de existir. 
Sin embargo ya desde 1959 en adelante, gran parte de sus militantes se estaban asociando a los partidos del gaullismo o pasaron a formar el Centro Democrático (futuro Centro de Demócratas Sociales) que se integró en la coalición política Unión para la Democracia Francesa en 1978.

## Resultados electorales

### Elecciones presidenciales
|  | 27.41 % |

|  | 14.12 % |

|  | 15.57 % |

a Votación indirecta por los parlamentarios franceses.

### Elecciones parlamentarias
|  | 23.91 % |

|  | 28.22 % |

|  | 25.96 % |

|  | 12.60 % |

|  | 10.88 % |

|  | 9.10 % |

|  | 7.40 % |

|  | 9.08 % |

|  | 5.45 % |

- Datos: Q1236315
- Multimedia: Mouvement républicain populaire / Q1236315